# Cosmarium scorbiculosum
Cosmarium scorbiculosum là một loài Song tinh tảo trong họ Desmidiaceae, thuộc chi Cosmarium.